# Cynoglossum hybridum
Cynoglossum hybridum là loài thực vật có hoa trong họ Mồ hôi. Loài này được Thuill. mô tả khoa học đầu tiên năm 1790.